# Речная система
Речна́я систе́ма — совокупность рек, изливающих воды одним общим руслом или системой протоков в море, озеро или другой водоём.
Состоит из главной реки (ствола системы) и притоков первого, второго и следующих порядков. Притоками первого порядка называются реки, непосредственно впадающие в главную реку, второго порядка — притоки притоков первого порядка и т. д. Крупные речные системы включают до 20 порядков притоков. Иногда наименование порядка притоков ведётся, наоборот, от мелких рек к главной.
Название речной системы даётся по названию главной реки, которая является обычно наиболее длинной и многоводной рекой в системе.